# 高山栄
高山 栄（たかやま さかえ、1937年〈昭和12年〉1月27日 - 2002年〈平成14年〉1月25日）は、日本の声優、俳優、ラジオパーソナリティ。東京都出身。オフィス・トゥー・ワン（OTO）に所属していた。代表作はアニメ『エイトマン』の主人公、東八郎の声優担当。

## 人物
- 幼少時代から児童劇団銀の波に入団し[5]、子役として映画に出演する[3]。1955年（昭和30年）にラジオ東京放送劇団（後のTBS[6]）にテレビ劇団員として入社[3][7]。テレビ創成期の様々なドラマに出演。後にラジオの活動が中心となる。
- 硬質で澄んだ優しい語り口調が特徴。1963年にTBS系列で放映されたアニメ「エイトマン」の主人公・東八郎役で知られている。
- TBS退社後、OTOに所属（OTO所属タレントの草分けでもある）。声優の他、テレビのナレーション、ラジオパーソナリティとして活躍する。
- 「TBSエキサイトナイター」の番組終了直後に連日聞かれるパーソナリティとして知られ、次の番組までの繋ぎの曲紹介などで長年活躍していた。また、次の生放送番組にバトンタッチする際「高山さんってエイトマンですよね？」とパーソナリティに振られ、少々照れながら「そうです。わたしの名はエイトマン」と披露したことがある。
- 2002年1月25日、食道がんのため死去。64歳没。

## 出演

### テレビアニメ
- エイトマン（東八郎・エイトマン）

### OVA
- 機神兵団（鷹村立志）

### 吹き替え

#### テレビ
- サンセット77（エドワード・バーンズ）
- 西部二人組（ハンニバル・ヘイズ）
- ブラボー火星人（ティム・オハラ）

#### アニメ
- それ行け!わんニャン（スピフィ[8]）

#### 映画
- 暁の7人（ヤン〈ティモシー・ボトムズ〉）
- ケイン号の叛乱（ウィリー・キース少尉〈ロバート・フランシス〉）※フジテレビ版
- Mr.Boo!インベーダー作戦（サミュエル・ホイ）
- スター・ウォーズ（C-3PO）※劇場公開版（DVDリミテッドエディション収録）
- スター・ウォーズ 帝国の逆襲（C-3PO）※劇場公開版（DVDリミテッドエディション収録）
- サスペリアPART2（カルロ）※テレビ版（BDに収録）
- 豹/ジャガー（パコ）※DVD収録

### ナレーション
- たのしいのりもの百科（テレビ東京）
- クイズ地球まるかじり（テレビ東京）
- 花よめは16歳（テレビ朝日）
- ライオン奥様劇場・隣人戦争（フジテレビ）

### ラジオパーソナリティ
- 日曜ワイドラジオTOKYO（TBSラジオ）[4]
- ヒット・オン・サンデー（TBSラジオ）[4]
- サンデースポーツ（TBSラジオ）[4]
- TBSエキサイトナイター（TBSラジオ）※1980年代の早終又は中継中止時の、「ナイタージョッキー」「読売新聞プロ野球情報」のコーナーを担当。
- 高山栄ショウ（ニッポン放送）
- ドライブ・ドライブ・ドライブ（ニッポン放送）[4]
- キャッチ・ザ・ヒット（ラジオ関東）
- 青田昇と高山栄のジャジャ馬直球勝負（RFラジオ日本）※青田昇と共演。
- 青田昇と高山栄のスポーツアイランド（RFラジオ日本）※青田昇と共演。
- 廣岡達朗と高山栄のスポーツアイランド（RFラジオ日本）※廣岡達朗と共演。
- トヨタ・ミュージックパトロール（RFラジオ日本）[4]
- ジャストアメリカ（RFラジオ日本）[4]
- FMフレッシュモーニング（FM東京）
- ナガオカ・ワールドミュージック（FM東京）[4]
- ソニー・ビッグ・スペシャル （FM東京・KHR極東放送）[4]
- FM25時 ミッドナイト・ハーモニー（FM東京）
- ワールドアーティストレポート（FM横浜）[4]

### ラジオドラマ
- スリラー劇場（ラジオ東京）※『目撃者』1958年放送
- 青春アドベンチャー（NHK-FM放送）※『着陸拒否』1998年8月 - 9月放送

## 関連人物
ともに、OTO初期の所属タレント。
- イーデス・ハンソン
- 神太郎